# Не упускай из виду
«Не упускай из виду» (фр. La Course à l'échalote, досл. «Гонка за луком-шалотом») — французский комедийный фильм 1975 года с Пьером Ришаром и Джейн Биркин в главных ролях. Фильм снял французский режиссёр Клод Зиди, музыку написал Владимир Косма. Производство «Ренн Продуксьон» (Франция), «Хермес Синхрон (ФРГ). Часть сцен снималась в Шербуре. Премьера фильма состоялась в Париже 8 октября 1975 года.

## Сюжет
Пьер Видаль работает в банке, а его подруга Жанетт — в парикмахерской напротив. В их отношениях намечается некоторое охлаждение: романтичной порывистой Жанетт её ухажёр надоел своей пресностью и прижимистостью. В это время шеф уходит в отпуск и оставляет вместо себя в банке Видаля.
В одном из сейфов хранятся ценные документы на предъявителя. Когда эти документы похищают, Пьер, ставший невольным свидетелем кражи, пускается в погоню, чтобы вернуть похищенное и спасти репутацию банка. За ним увязывается заинтригованная Жанетт, а за ней — комиссар полиции. Клубок опасных событий и невероятно смешных ситуаций разматывается с лёгкостью необыкновенной...

## В ролях
| Актёр          | Роль                                  |
| -------------- | ------------------------------------- |
| Пьер Ришар     | Пьер Видаль,банковский служащий       |
| Джейн Биркин   | Жанетт, подруга Пьера                 |
| Катрин Аллегре | Николь, подруга Жанетт, парикмахер    |
| Мишель Омон    | комиссар Брюне                        |
| Амадеус Аугуст | Гюнтер, бандит, артист балета варьете |
| Анри Дё        | Мики, приятель Гюнтера                |
| Луи Рего       | Франц, приятель Гюнтера               |

## Прокат
Премьера картины в ФРГ состоялась 19 декабря 1975 года, в Нидерландах — 8 апреля 1976 года, в Дании — 12 апреля 1978 года, в СССР — в феврале 1979 года.

## Другие названия
- La Course à l'échalote
- Der lange Blonde und die kleine Schwarze, Mich laust der Affe, Der Tolpatsch mit dem sechsten Sinn
- Bagarre express
- Las carreras de un banquero
- Kataziteitai: Psilos, xanthos kai amyalos
- Cenny depozyt
- Tuhannen tempun mies
- Другое: The Wild Goose Chase